# Veuxhaulles-sur-Aube
Veuxhaulles-sur-Aube är en kommun i departementet Côte-d'Or i regionen Bourgogne-Franche-Comté i östra Frankrike. Kommunen ligger i kantonen Montigny-sur-Aube som tillhör arrondissementet Montbard. År 2022 hade Veuxhaulles-sur-Aube 210 invånare.

## Befolkningsutveckling
Antalet invånare i kommunen Veuxhaulles-sur-Aube
Referens:INSEE

## Galleri

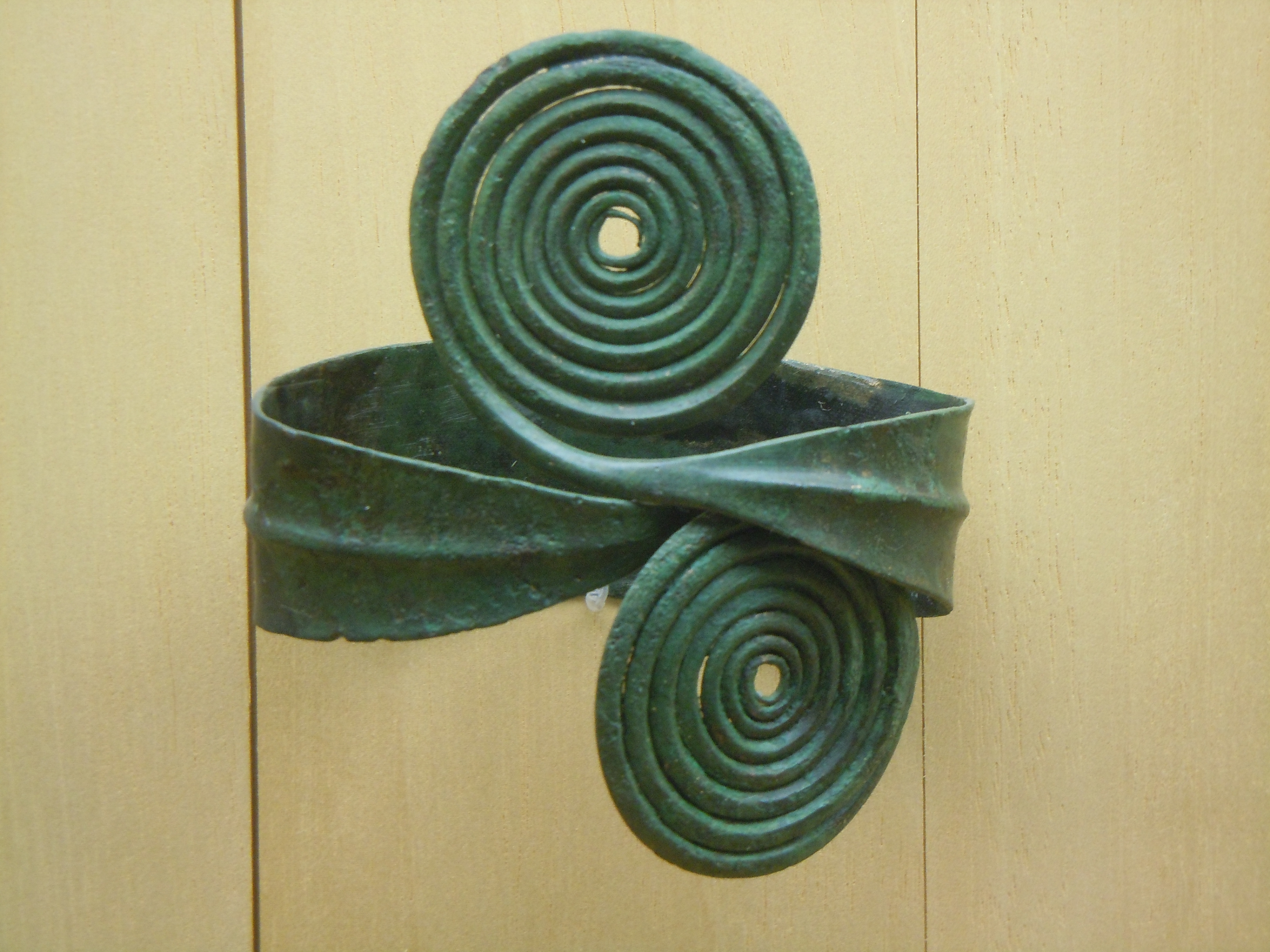
Kelter (lingonskt) bronsföremål